# Liên giới (địa tầng)

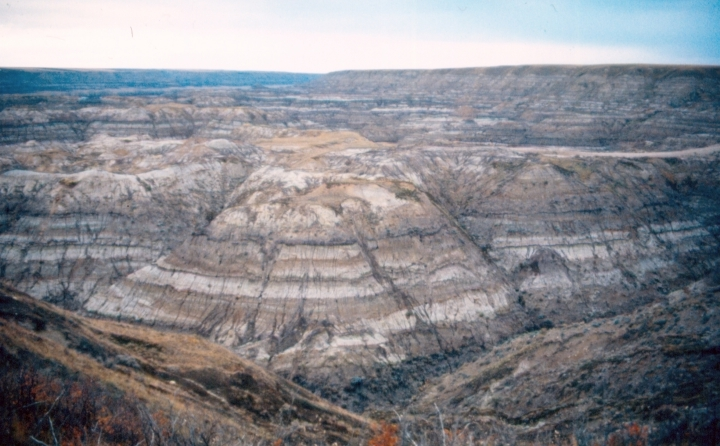
Thành hệ hẻm núi Horseshoe lộ thiên tại hẻm núi Horseshoe gần Drumheller, Alberta.

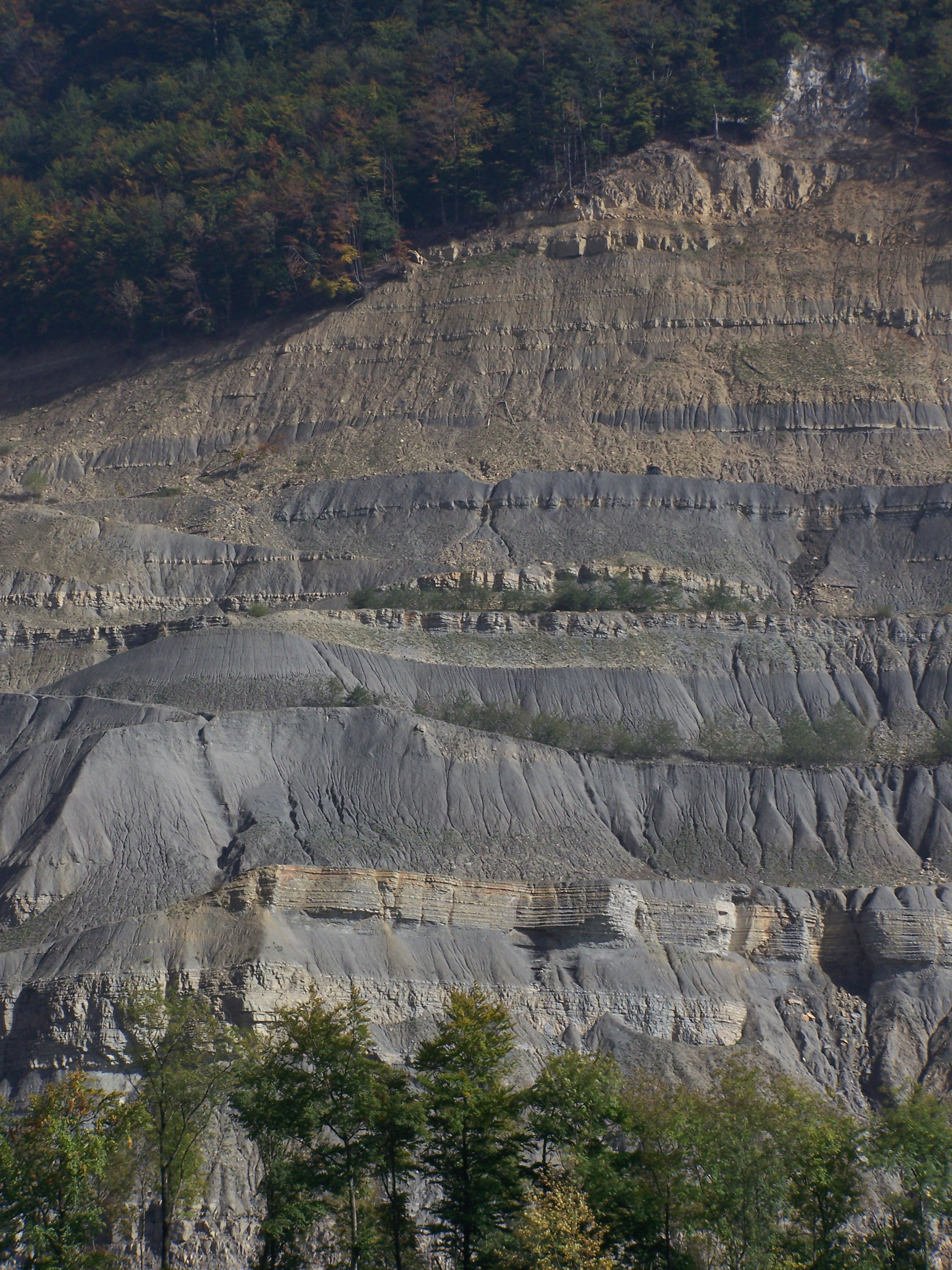
Các trầm tích chu kỳ Oxford (Thượng Jura) tại Péry-Reuchenette, gần Tavannes, bang Bern, Thụy Sĩ. Các lớp xen kẽ là đá vôi (nhẹ, tùy ý hơn) và macnơ/đất sét; chu kỳ chi phối là chu kỳ 200.000 năm.

Trong địa tầng học và địa chất học, một liên giới là tổng thể của các tầng đá nằm trong hồ sơ địa tầng đã trầm lắng trong một liên đại của niên đại địa chất liên tục. Một liên giới không nên nhầm lẫn với liên đại, đơn vị phân chia tương ứng của thời gian địa chất mở rộng ra trong một khoảng thời gian cụ thể (hàng triệu năm), trong đó các loại đá được hình thành và được phân loại trong phạm vi của liên giới. Trong thực tế, các thạch trụ (cột đá) là không liên tục:
| “ | Về mặt kỹ thuật, một hồ sơ địa chất trọn vẹn không xảy ra ở bất kỳ đâu. Để hồ sơ như thế có thể phát triển thì khu vực phải có các trầm tích liên tục kể từ khi Trái Đất hình thành. Không có nơi nào mà tình huống như thế có tồn tại. Nếu nó có tồn tại, chúng ta cũng không thể xem xét có hiệu quả các địa tầng do chúng vẫn bị vùi lấp và các địa tầng hiện đại vẫn tiếp tục trầm lắng trên đỉnh của chúng. Bề mặt Trái Đất là quá năng động để cho phép điều đó xảy ra ở bất kỳ đâu. Không có khu vực nào nằm ở điều kiện tĩnh tại như thế trong suốt lịch sử lâu dài của Trái Đất. Các khu vực có trầm tích trên chúng vào một thời gian nào đó thì sau này lại bị đẩy lên và bị xói mòn. Ở một vài nơi điều này diễn ra nhiều lần. Có lượng chứng cứ phong phú để chứng minh cho trật tự như thế của các sự kiện. | ” |

## Đặc điểm
Các liên giới, mặc dù không liên tục (các địa tầng bị mất tích cục bộ hoặc không chỉnh hợp), nhưng có thể so sánh với những nơi khác trong đó hồ sơ thạch học là hoàn chỉnh hơn và bằng sự tương quan của các điểm tương ứng được chốt lại một cách thích hợp trong phạm vi liên đại. Vì thế các liên giới là hữu ích như là đơn vị thời địa tầng rộng, chỉ rõ ra tuổi gần đúng trong thang tuổi trong phạm vi thạch trụ.
Các liên giới được chia ra thành các giới và các đơn vị phân chia nhỏ hơn của chúng trong phạm vi của các ngành khoa học như địa chất học và cổ sinh vật học cũng như các phân ngành của chúng, và toàn thể hệ thống phân loại liên khoa học theo địa tầng tại chỗ với sự giám sát của Ủy ban địa tầng học quốc tế (ICS). Kể từ khi các loại đá cổ nhất bị trầm lắng xuống lần đầu tiên và thấp nhất trong thiết diện địa tầng, khi người ta thảo luận một điều gì đó thì hồ sơ thạch học thường là rõ ràng trong ngữ cảnh đó (Hóa thạch hoặc đặc trưng hiện diện trong liên giới (địa tầng) "Thượng Hiển sinh" có thể được thảo luận như là có niên đại trong phạm vi liên đại "Hậu Hiển sinh", trong khi đó những gì tìm thấy trong Trung Hiển sinh có thể được thảo luận như là lớp, tầng hay thời gian liên quan).
Các liên giới thông thường không được sử dụng trong thực tế do các ước tính niên đại của các chuyên gia có thể và thông thường được liệt kê trong các khoảng thời gian tinh tế hơn của các đơn vị thời địa tầng nhỏ hơn, trong đó chúng được phân chia thành nhiều bậc được định nghĩa rõ ràng, là các đơn vị nhỏ nhất được sử dụng trong xác định niên đại. (xem cấp bậc của các đơn vị so sánh, 5 cho các kiểu phân chia thời gian và 5 cho các kiểu hồ sơ thạch học.)
Các liên giới có cùng tên gọi như các liên đại tương ứng, nghĩa là trong lịch sử Trái Đất chỉ có 3 liên giới được hình thành. Từ cổ nhất tới trẻ nhất là: Thái cổ, Nguyên sinh và Hiển sinh.

## Các chuẩn xác định niên đại
Các GSSA được Ủy ban Địa tầng Quốc tế định nghĩa và được sử dụng chủ yếu cho xác định niên đại các lớp đá cổ hơn 630 triệu năm trước (Ma), trước khi các hóa thạch ở tình trạng tốt có thể tồn tại. Hồ sơ hóa thạch là không đồng nhất vào khoảng 542 Ma, và ICS có thể phải sắp xếp lại để định nghĩa các GSSA bổ sung giữ hai niên đại này.
Đối với các kỷ gần đây hơn, các GSSP, chủ yếu dựa trên các tiến triển trong nghiên cứu của địa sinh học và các phương pháp hoàn thiện hơn trong xác định niên đại hóa thạch được sử dụng xác định các ranh giới này. Trái với GSSA, các GSSP dựa trên các sự kiện và trạng thái chuyển tiếp quan trọng trong một phẫu diện địa tầng cụ thể. Trong các phẫu diện cổ hơn, do không có đủ hồ sơ hóa thạch hoặc do các phẫu diện không được bảo quản tốt để có thể xác định các sự kiện cơ bản cần thiết cho GSSP nên các GSSA được định nghĩa trên cơ sở các niên đại cố định.

### So sánh liên ngành
- Thời địa tầng học
- Thạch địa tầng học
- Hồ sơ địa chất

### Các chủ đề liên quan
- Quần động vật
- Vị trí điển hình